# Cratoptera unicoloraria
Cratoptera unicoloraria är en fjärilsart som beskrevs av Charles Oberthür 1912. Cratoptera unicoloraria ingår i släktet Cratoptera och familjen mätare. Inga underarter finns listade i Catalogue of Life.